# Sauternes
Sauternes es una comuna del departamento francés de la Gironda en la región de Aquitania. Es también un centro productor de vinos dentro de la región de Burdeos que produce vino de postre blanco dulce, llamado "Sauternes" siguiendo el nombre de la comuna, así como algo de vino blanco seco.

## Véase también

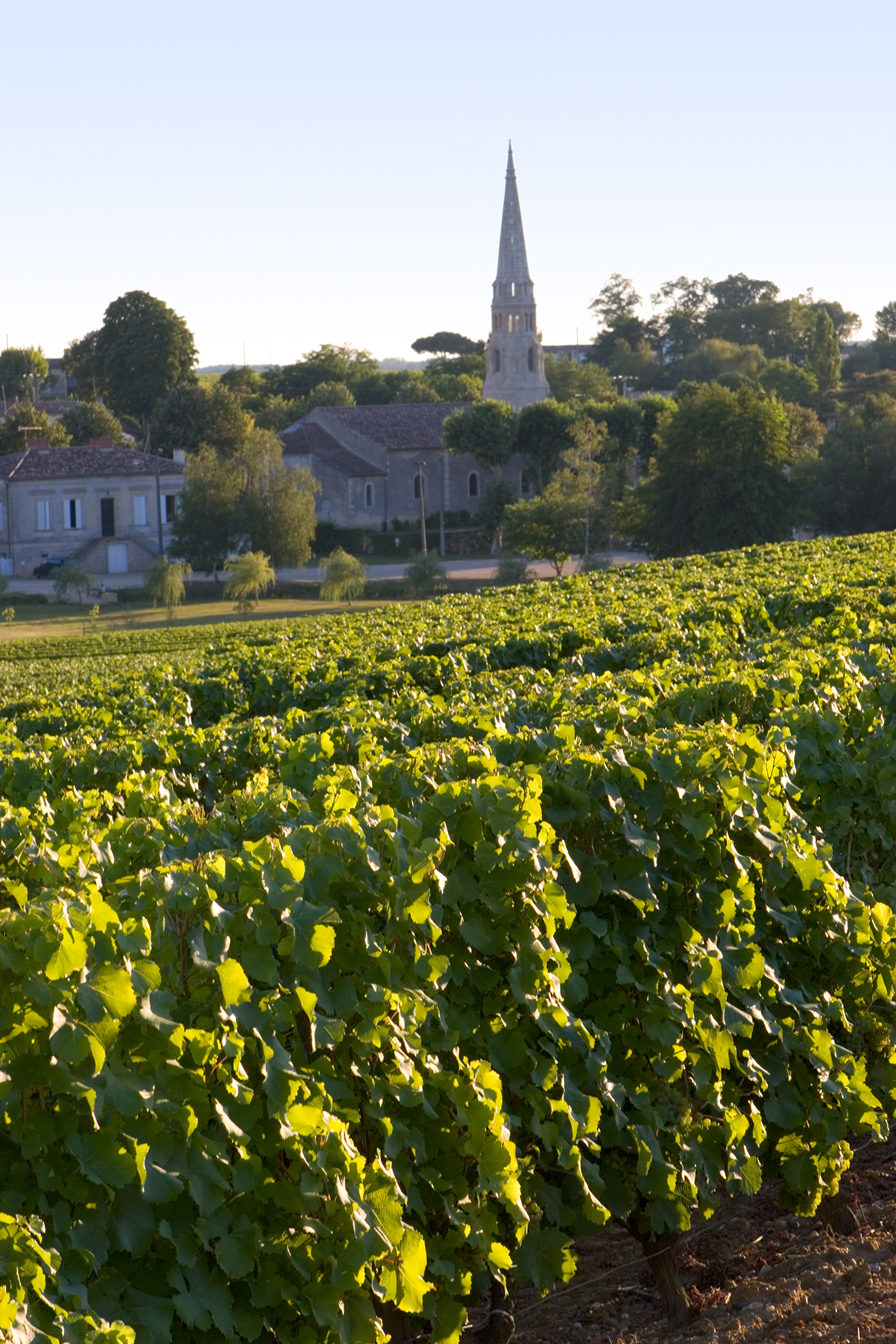
Viñedo en Sauternes, con el pueblo al fondo.